# A nagy átmenet: átállás a fosszilis energiahordozókról a nap- és szélenergiára

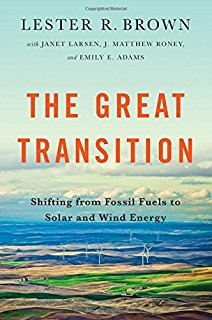
Lester R. Brown és társszerzői, Janet Larsen, J. Matthew Roney és Emily E. Adams: A nagy átmenet: átállás a fosszilis energiahordozókról a nap- és szélenergiára

 A nagy átmenet: átállás a fosszilis energiahordozókról a nap- és szélenergiára  eredeti angol cím:  The Great Transition / Shifting from Fossil Fuels to Solar and Wind Energy Lester R. Brown és Janet Larsen, J. Metthew Roney, Emily E. Adams társszerzők könyve, 2015-ben jelent meg a W. W. Norton & Company kiadónál New Yorkban.

## Összefoglaló
„Javában zajlik az egész világra kiterjedő átállás a fosszilis üzemanyagokról megújuló energiákra. Ahogy a fosszilis energiahordozók mennyisége csökken, a levegő szennyezés romlik, és az éghajlatváltozással kapcsolatos aggodalmak árnyékot vetnek a szén, az olaj és a földgáz jövőjére, egész világra kiterjedő új energiagazdaság van kibontakozóban. A nagyrészt szénnel és kőolajjal működtetett gazdaság folyamatosan helyet ad a nap- és szélenergiával működtetett gazdaságnak.” 
„Napjainkban a szemünk előtt zajlik le ennek az új gazdaságnak a kialakulása. Ezt láthattuk 2013-ban, amikor Dánia áramfogyasztásának 34 százaléka származott szélenergiából. 2014 januárjában Dánia áramfogyasztásának hatalmas részét, 62 százalékát biztosította a szél. Portugália és Spanyolország áramszükségletének több mint 20 százalékát biztosította a szélenergia, és Írország hasonló adata 17 százalék volt.
A szerzők részletesen foglalkoznak azzal, hogy milyen tényezők adtak lendületet a szemünk előtt kibontakozó energiaforradalomnak: „A fosszilis energiahordozókról a megújuló energiaforrásokra való nagy átmenetet többféle aggodalom hajtja. Ezek egyike az éghajlatváltozás és ennek a jövőre gyakorolt hatása. A másik a fosszilis üzemanyagok elégetéséből adódó szennyezett levegő belélegzésének egészségre gyakorolt hatása: minden évben három millió ember hal meg a levegőbe juttatott szennyező anyagok miatt. A harmadik aggodalmat az tükrözi, hogy az emberek egyre inkább törekednek az energiatermelés helyi ellenőrzésére és a minden területre kiterjedő energiabiztonságra.”  
„A civilizáció előtt tornyosuló legnagyobb kérdés pedig az, hogy az energiaátmenet elég gyorsan zajlik-e majd ahhoz, hogy el lehessen kerülni a katasztrofális következményekkel járó klímaváltozást. Senki sem tud erre a kérdésre biztos választ adni. Csak az idő során derül ki a válasz. De izgalmas változás zajlik. Az ipari forradalom alakította ki azokat a körülményeket, melyek megzavarták a Föld éghajlatát. A napjainkban zajló energiaforradalom pedig az éghajlat stabilizálásnak körülményeit hozza létre. Már amúgy is nagyratörő energiapolitikai célokat a tervezettnél évekkel hamarabb érnek el. Rendszeresen fordul elő, hogy a nemzeti szél- és napenergia-céloknál jelentősen jobb eredmények születnek. Mivel egyre többször járnak sikerrel a szénerőművek bezárását célul kitűző törekvések, mivel megépülnek a kibocsátásmentes, zöld energiarendszerek, és a szállítási rendszerekben is átállnak az áramhasználatra, lehet, hogy az energiaátmenetben hamarosan fordulat következik be.”

„Az energiaforradalom nemcsak világszemléletünket változtatja meg, hanem azt is, hogy hogyan tekintünk saját magunkra. Az otthonok áramellátását és a gépkocsik akkumulátorainak újratöltését egyaránt biztosító, tetőre szerelt napelemekkel, az egyes személy energiafüggetlensége olyan magas lesz, mint generációk óta még soha. A természethez fűződő kapcsolatunk meg fog változni: míg korábban konfliktusban álltunk a természettel, addig a jövőben nagyobb harmóniában leszünk a természettel. A szénerőművek kéményeiből kijövő, levegőt beszennyező és az éghajlatot megváltoztató emissziót felváltják majd a háztetőkre szerelt napelemek és a messzeségben méltósággal forgó szélturbinák. Üdvözöljük az új energiakorszakban!” 
A szerzők nem térnek ki arra, hogy noha az energiaátmenet rendkívül nagy lendülettel zajlik, a globális energiafogyasztás nagyon erős növekedése miatt mégis nőtt a karbongázok kibocsátása. Köztudott, hogy az alacsony szén-dioxid-kibocsátású energiafajták mennyisége világszerte növekszik, de közel sem elég gyorsan. Márpedig az általunk elégetett fosszilis tüzelőanyagok teljes mennyisége számít, és ezekből minden évben egyre többet égetünk el.
A könyv az áramtermelés zöldítését emeli ki. Az összes üvegházhatású gáz kibocsátásához a közlekedés 16%-kal, a mezőgazdaság 19%-kal, az áramellátás 27%-kal az ipar 31%-kal a hűtés és fűtés 7%-kal járul hozzá. Az átállás nagy feladata az, hogy "minden lehetséges folyamatot villamosítsunk és szén-dioxid- mentesített villamosenergia-hálózatból nyerjük a villamosenergiát".

## Az olaj felemelkedése és bukása
„Az olajkitermelésnek geológiai korlátjai vannak. Az 1940 és 1980 között felfedezett olajmezők mindegyike több mint 10 milliárd hordó (1 hordó = 159 liter) olajat rejtett. Szaúd-Arábia hatalmas Ghawar-olajmezője 75 milliárd hordó olajat rejtett. Ezek a napok elmúltak. Az újonnan felfedezett olajmezők száma alacsony. Napjainkban már nagynak számít egy frissen felfedezett olajmező, ha több mint 3 milliárd hordó olaj szunnyad a föld mélyében.” 
De a kőolaj hasznosítása és felhasználása akkor sem folytatódhatna most már sokáig, ha a készletek mennyiségével nem lennének problémáink: „Egy bizonyos ponton túl a jelenlegi, olajra alapozott rendszer tarthatatlannak bizonyul vagy az utak zsúfoltsága és a városi légszennyezés miatt, vagy pedig azért, mert jelentkeznek az olajtermelés geológiai és politikai korlátjai. Az új cél az, hogy gyorsan átálljunk egy olyan diverzifikált és villamosított szállítási rendszerre, melyet a helyben megtermelt nap- és szélenergia működtet.” 

## A szénerőművek bezárása
A világ egyre inkább szembesül a szén elégetésének következményeivel: áldozatul esik a tiszta levegő, a biztonságosan fogyasztható és öntözésre felhasználható vizek és viszonylag stabilnak mondható éghajlat. Ezek a költségek lerántják a leplet az „olcsó szénről”. Sok ország – köztük a világ két legnagyobb gazdasága, az Egyesült Államok és Kína – felismerte már a szén árnyoldalait, és elkezdte a távolodást ettől az energiahordozótól. Ahogy a megújuló energiaforrásokra történő átállás egyre inkább felgyorsul, egyre több szén ott marad, ahol helye a legbiztonságosabb: a föld mélyén.

## Az atomenergia hanyatlása
A szerzők véleménye szerint az atomenergiával is súlyos problémák vannak. Lester Brown és szerzőtársai először az atomenergia kockázataival foglalkoznak, többek között a fukusimai atomerőmű-katasztrófával is: „Becslések szerint a fukusimai reaktorok teljes leállítása negyven évet vehet igénybe, és költsége akár a 100 milliárd dollárt is elérheti. Ez az összeg azonban nem tartalmazza az erőmű körüli terület sugármentesítését és megtisztítását, a TEPCO már jelenleg is fizetett kártérítéseit az áldozatoknak az elvesztett ingatlanaikért, lelki szenvedésükért és egyéb gyötrelmeikért. Ám még ennél is nyugtalanítóbb az a tény, hogy a reaktormagok leolvadása világ egyik legfejlettebb technikával rendelkező társadalmában történt. A fukusimai atomkatasztrófa megváltoztatta az atomenergia jövőjét." 
A könyv szerzői hangoztatják, hogy a magas költségek miatt is egyre inkább vállalhatatlanná válik az új atomerőművek megépítése: „A világ egészét nézve 2014 végén mintegy 31 ország működtetett még atomerőműveket, de alig feleannyi ország épített új atomerőművet. A tervbe vett atomerőművek többsége központilag tervezett gazdasággal rendelkező országban épül. De még abban az esetben is, ha egy adott országban nincsen szabadpiac, az atomenergiás áramtermelés magas költségei atomerőmű építést rossz energiapolitikai döntéssé teszik. Az atomenergia legszebb évei mára már történelmi emlékek. Az atomerőművekre építő áramtermelés nemrég lezajlott csökkenése nem ideiglenes hanyatlás, hanem sokkal inkább az atomenergia megszűnésének bevezető fejezete."

## A napenergia forradalma
A napenergia részletes elemzése azzal a következtetéssel zárul, hogy a „napelemek gyorsan javuló versenyképessége arra utal, hogy a napenergia hasznosítása előtt még annál is ígéretesebb jövő áll, mint amire sok elemző számított. A napenergia az emberiség nagy része számára az olcsóbb áram ígéretét jelenti. De a világ nagyon sok alacsony jövedelmű lakója számára a napenergia teszi lehetővé, hogy életében először otthonában áramhoz jusson."   
A rövidnek mondható áttekintésben a szerzők foglalkoznak a Németország energiapolitikájával és, többek között, megállapítják: „Németország előrelátó energiapolitikája vezetett el az utóbbi körülbelül egy évtizedes időszakban a napenergia bámulatos növekedéséhez. Azzal ugyanis, hogy a megújuló energiás áramtermelőknek garantálta a hozzáférést az elektromos hálózatokhoz és ezzel párhuzamosan hosszú távon a nagyon kedvező betáplálási árat garantált számukra, a német kormánypolitika gazdaságilag vonzóvá tette a napenergiára való átállást.” 

## A szélenergia korszaka
A szélenergia hasznosításának szintén robbanásszerű növekedésével kapcsolatban a szerzők megállapítják: „Valószínűsíthető, hogy a világ szélenergia-iparának imponáló növekedése az elkövetkező esztendőkben folytatódni fog, oly módon, hogy a növekedés egyre nagyobb része a fejlődő országokból fog származni. Ahogy a szélenergia-hasznosítási technológiák tovább fejlődnek, míg a költségek tovább csökkennek, a szélenergia lesz az áramtermelés legfontosabb forrása.”  
A szélenergia-létesítmények tulajdonságai:
Bőségesen áll rendelkezésre és kimeríthetetlen 
A szélturbinák nem foglalnak el sok helyet 
A gazdák a mezőgazdasági területeikre is tudnak szélturbinákat telepíteni 
A szélturbinák működéséhez nincs szükség hűtővízre 
Alacsony működési költség 
A szélfarm megépítése viszonylag rövid időbe telik 
Ha a szélfarmokat egy nemzeti hálózat kötné össze, akkor nagyon is stabil áramforrás lehetne 
A szélturbinák  elhelyezése 

## A Föld méhében rejlő hő kiaknázása
Bár a szél- és napenergiánál jóval kisebb a jelentősége, de a geotermikus energiával is részletesen foglalkozik a könyv, és rámutat nagy előnyére: „A geotermikus energia nagy vonzereje az, hogy az áramtermelés folyamatosan és megbízható módon rendelkezésre álló energiaforrása, mely gyakorlatilag leállás nélkül működtethető. De ahogy kibontakozik az energiaátmenet, és egyre több szélenergia- és napenergia-rendszert kapcsolnak fel az elektromos hálózatokra, még fontosabb előny, hogy a geotermikus erőművek, amikor erre szükség van, meg tudják emelni a teljesítményüket. Ez pedig csökkenti azt a kényszert, hogy fosszilis üzemanyagokkal működtetett generátorok álljanak készenlétben azokra az időszakokra, mikor a szélcsend van vagy beesteledik. Azokon a helyeken, ahol a Föld belsejében elegendő hő áll rendelkezésre a geotermikus erőművek kifejlesztésére a potenciális előnyök óriásiak.”  

## A vízenergia múltja és jövője
Előnyök: „Jó összhangban a szél- és a napenergiával, mivel, ha az időjárás megengedi, szinte folyamatosan üzemeltethető, illetve teljesítménye gyorsan felfuttatható, hogy ezzel ellensúlyozzák a szél- és napenergia ingadozásait. Az áramtermelésen kívül, a gátak alkalmasak víz tárolására, az árvízvédelemre és az öntözővíz biztosítására. Ez azt jelenti, hogy egyes esetekben az energiabiztonságon kívül az élelmiszerbiztonsághoz is hozzájárulhatnak.” 
Hátrányok: „A vízenergia hátrányai azonban egyeseket ezen energiaforrás szerepének felülvizsgálatára sarkallják. A vízerőművek duzzasztógátjai és a velük együtt keletkező víztározók általában hatalmas vízzel elárasztott területeket hoznak létre, egész települések lakosságát kényszerítik lakóhelyük elhagyására, és történelmi nevezetességek és a kulturális örökség részei kerülnek víz alá. Az elárasztás megsemmisítheti a helyi növény- és állatfajokat, és ezzel csökken bolygónk biológiai sokszínűsége. A duzzasztógátak csökkentik a folyók ökológiai rendszereinek ellenállóerejét, csökkentik a lerakodott üledék mozgását, és veszélyt jelentenek a duzzasztógát alatti folyószakasz-területek stabilitására. Hatásukra előfordulhat, hogy a gát alatti folyamrészek tavainak vagy mocsarainak területei zsugorodnak vagy akár teljesen eltűnnek, és a gátak megzavarhatják a halak és más folyami fajok folyón való mozgását. A duzzasztógátak által lelassult folyású folyókban és víztározókban lévő víz gyorsabban melegszik fel, mint az akadály nélküli folyók vize, és veszélyt jelent a hőmérsékletre érzékeny vízben élő fajokra. Igaz ugyan, hogy a víztározókból nyert öntözővíz növelni tudja a növénytermesztés hozamait, de maga a duzzasztógát a fehérje fontos forrásaként szolgáló halállomány pusztulásához vezethet.”
Lester Brown részletes áttekintést ad a világ legfontosabb vízerőmű-projektjeiről. A vízerőművekkel kapcsolatos elemzésének végkövetkeztetése: „Összefoglalásként elmondható: a vízerőművek szolgáltatják a világ elektromosságának tekintélyesnek mondható egy hatodát. De a teljesen iparosított országokban található folyókon már alig lehet vízerőműveket építeni. Azon alacsony jövedelmű országokban, melyekben a folyók még nem hasznosított energiával rendelkeznek, az egyéb megújuló energiaforrások költséghatékonyabb választást jelenthetnek. A vízerőművek finanszírozásával kapcsolatos történelmi döntések közül sok még azelőtt született meg, hogy a nap- és a szélenergia megjelent volna színen. A napenergia alkalmazásával, az emberek birtokosai lehetnek és ellenőrizhetik saját energiaforrásukat, és ezzel a fejlesztési folyamatokba közvetlen beleszólást kapnak. A vízenergia továbbra is fontos lesz, de a nagyméretű vízerőművek megépítése legnagyobbrészt már csak a múlté.” 

## Az átmenet felgyorsítása
„Több tényező együttes ereje hajtja ezt a nagy átalakulást. Gazdasági szempontból a megújuló energiaforrások hasznosításának csökkenő költsége. Technikai szempontból az, hogy a járműveket a szénhidrogének helyett elektromossággal is meg lehet hajtani. Társadalmi szempontból az a tény, hogy a lakosság egyre inkább ellenzi a szén és az atomenergia használatát. Geológiai szempontból pedig az a tény, hogy a karbonban gazdag fosszilis energiahordozók a föld méhéből való kibányászása egyre nehezebbé válik. A fenti tényezők és az, hogy légkörbe még mennyi karbont lehet kibocsátani anélkül, hogy a felmelegedés miatt a Föld éghajlata ne legyen veszélyesen kiszámíthatatlan, olyan kihívás, mellyel a civilizáció még sosem szembesült.” 
„Évszázadunkban azonban, ahogy a világ kezd átállni a nap- és szélenergiára, az energiagazdaság egyre inkább lokális lesz. A felhasznált energia forrása olyan közel lehet hozzánk, mint a felettünk lévő háztető. Ahelyett, hogy a társaságok és országok egy kicsiny csoportja állítaná elő és tartaná kezében a világ energiafogyasztásának legnagyobb részét, az emberek mindenhol szereplői lesznek az energiagazdaságnak, és saját energiaszükségletüket napelemekkel biztosítják.” 
„Mint minden jelentős és korszakváltó változás esetében, lesznek a változásnak nyertesei és vesztesei is. A gazdasági életben a napelemeket és szélturbinákat gyártó és beszerelő társaságok gyorsan növekednek. A napelemek piaca szinte hihetetlen, évi 50 százalékos ütemben növekszik.” 
„Ahogy csökken a gépkocsik iránti kereslet, és a világ gépjármű-ipara elmozdul a belső égésű motorok gyártásától a háromszor hatékonyabb elektromos meghajtású gépkocsik irányába, az olajforgalmazás piaca csökkenni fog. Az olajmezőket az olajfinomítókkal összekötő olajvezetékek egy napon teljesen értéktelenekké válnak. Az olajfinomítók száma csökkenni fog, ahogy a kevésbé hatékony, régebbi finomítókat bezárják. A sarkon lévő benzinkút helyére az elektromos gépkocsik akkumulátor újratöltő állomásai lépnek." 

## Betáplálási tarifa
„Az egyik ilyen politikai eszköz a betáplálási tarifa (FIT), mely a megújuló energiát használó áramtermelők részére, ideértve a tetőkre szerelt napelemek tulajdonosait és nagyméretű szélfarmok működtetőit is, garantálja a hozzáférést az elektromos hálózathoz, és hosszú távon fix áron veszi át tőlük az elektromosságot. 2014 elején mintegy 70 ország, köztük sok európai ország is, alkalmazta a megújuló energiák fellendítése érdekében a betáplálási tarifát." 

## Megújuló energia portfolió szabvány (RPS)
„Egy másik kormányzati intézkedés az, amikor kötelező jelleggel előírják, hogy a villamos áram-termelés bizonyos mennyiségének megújuló energiaforrásból kell származnia” 

## A szél- és napenergiás rendszerek adókedvezménnyel való támogatása
„A szél- és napenergiás rendszerek felszerelését adókedvezményekkel is támogatják. Az amerikai szélenergia rendszerek telepítése évek óta akkor volt a legmagasabb, amikor kilowattóránként néhány cent adókedvezményt biztosítottak, és akkor csökkent, amikor a Kongresszus, az Egyesült Államok törvényhozó testülete, hagyta, hogy ez a kedvezmény lejárjon.” 

## A környezetszennyezés költségeinek beépítése  a fosszilis energiahordozók árába
„Ha jól csinálják, a karbon valódi árának érvényesítése, roppant erős piaci jelzés, és megmutatja a döntéshozók számára az utat a környezetvédelmi szempontból fenntarthatósághoz hozzájáruló választásokhoz. Képzeljük el, milyen hatást gyakorolna, ha a fosszilis energiahordozók társadalom számára jelentett teljes árát beépítenék ezen energiahordozók árába. Tudjuk ugyanis, hogy a fosszilis energiahordozókra való támaszkodás roppant költséges, hiszen a tájakat tönkreteszi a víz- és levegőszennyezés és az éghajlatváltozás." 

## Karbonadó, melyet a munkaviszonnyal kapcsolatos adóterhelés csökkentése ellensúlyoz
„A karbonadóból származó jövedelmet környezetvédelmi, zöld energia vagy energiahatékonyságot javító programokra lehet használni, a megnövekedett adóterhelést pedig a munkaviszonnyal kapcsolatos adók és járulékok csökkentésével lehet ellensúlyozni, vagy osztalék formájában magukhoz a fogyasztókhoz lehet visszajuttatni.” 

## Magyar fordítás
- Lester R. Bown – Janet Larsen – J. Metthew Roney – Emily E. Adams: A nagy átmenet: átállás a fosszilis energiahordozókról a nap- és szélenergiára http://www.earth-policy.org/images/uploads/translations/TGT_Hungarian.pdf , ford. Bíró Dávid, Budapest, 2015